# Małgorzata Schlegel-Zawadzka
Małgorzata Maria Schlegel-Zawadzka – polska farmaceutka, dr hab. nauk farmaceutycznych, profesor zwyczajny Instytutu Zdrowia Publicznego Wydziału Nauk o Zdrowiu Collegium Medicum Uniwersytetu Jagiellońskiego i Instytutu Ochrony Zdrowia Państwowej Wyższej Szkoły Zawodowej w Tarnowie.

## Życiorys
W 1979 ukończyła studia farmacji w Akademii Medycznej im. Mikołaja Kopernika w Krakowie, 1 czerwca 1993 obroniła pracę doktorską Ocena żywienia się studentów Wydziału Farmaceutycznego AM w Krakowie i zawartości niektórych metali w ich włosach, 16 marca 2005 habilitowała się na podstawie pracy zatytułowanej Cynk i miedź w żywności i żywieniu a zaburzenia zdrowotne. 4 sierpnia 2011 nadano mu tytuł profesora w zakresie nauk farmaceutycznych. 
Jest profesorem zwyczajnym Instytutu Zdrowia Publicznego Wydziału Nauk o Zdrowiu Collegium Medicum Uniwersytetu Jagiellońskiego i Instytutu Ochrony Zdrowia Państwowej Wyższej Szkoły Zawodowej w Tarnowie, oraz członkiem Komitetu Nauki o Żywieniu Człowieka na V Wydziale Nauk Medycznych Polskiej Akademii Nauk i Zespołu Interdyscyplinarnego do spraw Współpracy Naukowej z Zagranicą (Zespoły Specjalistyczne, Interdyscyplinarne, Doradcze i Zadaniowe Ministra) Ministerstwa Nauki i Szkolnictwa Wyższego.